# Calliphora zaidamensis
Calliphora zaidamensis är en tvåvingeart som beskrevs av Fan 1965. Calliphora zaidamensis ingår i släktet Calliphora och familjen spyflugor. Inga underarter finns listade i Catalogue of Life.